# Яструбинове
Яструби́нове — село в Україні, у Прибужанівській ОТГ Вознесенського району Миколаївської області. Стоїть на правому березі річки Південний Буг, за 11 км на південний схід від м. Вознесенськ. Населення становить 1243 особи. Орган місцевого самоврядування — Прибужанівська сільська рада.
У Яструбиновому розташована філія УААН ДП ДГ «Зорі над Бугом», яка займається вирощуванням зернових культур та тваринництвом. (До 1970-х років господарство вирощувало рисову культуру). Багато жителів і працівників села було удостоєно великих державних нагород, серед них Абакумов Є. А., Костенко Л. М., Леоненко В. К., Кім Б. М. та інші. У селі також є сучасна триповерхова загальноосвітня школа, дитячий садок, кілька продовольчо-господарських магазинів, кафе, амбулаторія, централізоване водопостачання та молодіжний дозвільний центр. В місцевому краєзнавчому музеї зберігалися археологічні артефакти дольодовикового періоду, воєнної доби та зразки народного побуту і творчості. На околиці села проходила вузькоколійна залізниця, яка була побудована британцями в першій декаді XX століття, і рештки, якої збереглися й донині.
Недалеко від села розташований закинутий вапняковий кар'єр, розгалужені тунелі якого простягалися на декілька кілометрів. Село розкинулось в долині і простягнулось майже на 5 км. Підйоми і височини носять романтичні назви «Громобій» та «Циганська гора». А початок села з боку Прибужан лаконічно зветься «Рисова», яка була так названа через те, що там ранiше (Радянськи часи) знаходилась Рисова станцiя на якій займалися селекціонуванням рисової культури. В центрі села встановлено пам'ятник 125 воїнам односельцям, які загинули в роки Великоi Вiтчизняної війни. Поруч встановлено ще один меморіал — жертвам геноциду єврейського народу, представників якого було замордовано на околиці Яструбинового нацистсько-гітлерівськими окупантами.
В Яструбиновому в різні часи проживали знакові постаті. Житель села Д. Мельник брав участь у повстанні на броненосці «Потьомкін» в 1905 році. Сім'я залізничників Чорнобаїв в роки Другої світової війни переховувала радянських льотчиків, в тому числі і героя СРСР Дольнікова Г. У. За часи незалежності в селі змінилося чотири голови сільської ради: Стрельчук С. К., Абакумова В. І., Бойко С. Я. та Леоненко А. П. Найбільшого розквіту і розбудови село досягло за керівництва директорів радгоспу Бостана Б. В. та Оліфіренка Л. П. Станом на 2022 рік в господарстві орні землі не розпайовані, тому селяни займаються підсобною господарською діяльністю, але попри це село й надалі розвивається.

## Видомі люди
- Абакумов Євген Андрійович — Герой Соціалістичної Праці.